# Värnasjön, Västergötland
Värnasjön är en sjö i Borås kommun i Västergötland och ingår i Göta älvs huvudavrinningsområde.